# PAX4
PAX4 (англ. Paired box 4) – білок, який кодується однойменним геном, розташованим у людей на короткому плечі 7-ї хромосоми. Довжина поліпептидного ланцюга білка становить 350 амінокислот, а молекулярна маса — 37 833.
| 10         |  | 20         |  | 30         |  | 40         |  | 50         |
| ---------- |  | ---------- |  | ---------- |  | ---------- |  | ---------- |
| MHQDGISSMN |  | QLGGLFVNGR |  | PLPLDTRQQI |  | VRLAVSGMRP |  | CDISRILKVS |
| NGCVSKILGR |  | YYRTGVLEPK |  | GIGGSKPRLA |  | TPPVVARIAQ |  | LKGECPALFA |
| WEIQRQLCAE |  | GLCTQDKTPS |  | VSSINRVLRA |  | LQEDQGLPCT |  | RLRSPAVLAP |
| AVLTPHSGSE |  | TPRGTHPGTG |  | HRNRTIFSPS |  | QAEALEKEFQ |  | RGQYPDSVAR |
| GKLATATSLP |  | EDTVRVWFSN |  | RRAKWRRQEK |  | LKWEMQLPGA |  | SQGLTVPRVA |
| PGIISAQQSP |  | GSVPTAALPA |  | LEPLGPSCYQ |  | LCWATAPERC |  | LSDTPPKACL |
| KPCWDCGSFL |  | LPVIAPSCVD |  | VAWPCLDASL |  | AHHLIGGAGK |  | ATPTHFSHWP |
|            |  |            |  |            |  |            |  |            |

A: Аланін

C: Цистеїн

D: Аспарагінова кислота

E: Глутамінова кислота

F: Фенілаланін

G: Гліцин

H: Гістидин

I: Ізолейцин

K: Лізин

L: Лейцин

M: Метіонін

N: Аспарагін

P: Пролін

Q: Глутамін

R: Аргінін

S: Серин

T: Треонін

V: Валін

W: Триптофан

Кодований геном білок за функціями належить до репресорів, білків розвитку. 
Задіяний у таких біологічних процесах, як транскрипція, регуляція транскрипції, диференціація клітин, альтернативний сплайсинг. 
Білок має сайт для зв'язування з ДНК. 
Локалізований у ядрі.